# Micropterix granatensis
Micropterix granatensis es una especie de lepidópteros de la familia Micropterigidae. Fue descrita por Heath in 1981.
Es una especie endémica de la península ibérica.